# Alexander Spendiaryan
Aleksandr Spendiaryán (Kajovka, 1 de noviembre de 1871-7 de mayo de 1928) fue un compositor armenio, conductor, fundador de la Música Sinfónica Nacional de Armenia y uno de los patriarcas de la música clásica armenia. Sus composiciones incluyen la ópera Almast y los Ètudes Yereván, entre otras.
- /aleksander spendiarján/ (pronunciación en armenio).
- Ալեքսանդր Սպենդիարյան (en idioma armenio).
- Александр Афанасьевич Спендиаров (en idioma ruso).
- Aleksandr Afanásievich Spendiárov (transliteración del ruso).

Estudió con el compositor ruso Nikolái Rimski-Kórsakov, quien admiraba su música y quien lo alentó a acercarse al folclor de su gente.
El 10 de diciembre de 1924, Spendiaryán, recién llegado a Ereván desde Rusia, condujo una orquesta de 18 miembros en los que se encontraban profesores de conservatorio y estudiantes. Este concierto inaugural probó que Armenia tenía el potencial para mantener una orquesta sinfónica. El siguiente año, el 20 de marzo de 1925, el profesor Arshak Adamián, rector del Conservatorio de Ereván, dirigió el primer concierto de la recién fundada orquesta sinfónica. En ese entonces, Spendiaryán predijo «Llegará un momento en el que nuestra, ahora modesta orquesta estudiantil, llevará orgullosamente el título honorario de Orquesta del Estado Armenio».
Spendiaryán murió en Ereván en 1928.

## Museo
En 1967, en la casa donde el compositor vivió durante los últimos años de su vida, se fundó la Casa Museo Aleksandr Spendiaryán. El museo recrea la atmósfera genuina del estudio del compositor y presenta las posesiones personales del compositor, numerosos documentos y otros bienes.

## Obras

### Romances y canciones
- Tus ojos negros me fascinaron (P. Kozlov), 1888-1889
- El sol de mi alma (anónimo), serenata, 1892
- Canción de la mujer ahogada (A. Podolinski), 1895
- No sé por qué (L. May), 1895
- La misma noche (A. Borovikovski), 1895
- Oh, rosa de mi juventud (anónimo), fecha desconocida
- Y profundo es su amor (Lérmontov, Heine), opus 1, n.º 1, 1895
- He soñado con tu amor (Natson), opus 1, n.º 2, 1898
- Ah, Rosa (A. Tsaturián), opus 1, n.º 3, 1894

### Ópera
- 1918-1928: Almast, con libreto de Sofía Parnok, basado en el poema El asedio del castillo de Tmuk, de Hovhannés Tumanián. Traducción al armenio por P. Mikaelián

### Sinfónicas
- Tres palmas, para orquesta sinfónica.

### Otras
- Vals, 1892–93
- Menuet, 1895
- Bocetos de Crimea, 1903, 1912
- El adivino, para piano a cuatro manos
- Dos berceuses para piano (Op. 3).